# Верхняя Богатырка
Ве́рхняя Богаты́рка (удм. Починка́) — деревня в Глазовском районе Удмуртии, административный центр Верхнебогатырского сельского поселения. 
Деревня была основана как починок выходцами из соседней Нижней (по течению Чепцы) Богатырки, чем и объясняются её русское и удмуртское названия.

## География
Расположена на холме недалеко от правого берега реки Чепцы на высоте 191 м над уровнем моря.
Улицы деревни:
- Верхнебогатырская
- Запрудная
- Ключевая
- Молодёжная
- Полевая
- Советская

## Население
| 2010 | 2012 |
| ---- | ---- |
| 172  | ↗174 |

Численность постоянного населения деревни составляет 192 человека (2007).

## Галерея
- Вид на деревню с берега Чепцы
- Памятник землякам-Героям Великой Отечественной войны